# 한국 코카-콜라
한국 코카-콜라(영어: Coca-Cola Korea)는 코카콜라, 비알콜성 음료, 비알콜성 음료 제조물, 각종 원료원제, 컨센트레이트, 엣센스, 추출물, 시럽, 기타 원료, 원료의 혼합물을 제조, 판매 등을 하는 식음료업 회사다. 1974년에 한국음료(주)로 설립되었으며, 2007년 주식회사에서 유한회사로 전환되었다. 대한민국 지역에서는 코카-콜라 컴퍼니 소유의 한국 코카-콜라가 음료 원액을 생산하고 LG생활건강 소유의 코카-콜라 음료는 생산된 원액을 받아 완제품으로 재가공, 유통, 판매 하는 업무 등을 맡고 있으며 공장은 여주,양산,광주,천안(해태음료)이 있다.

## 같이 보기
- 코카콜라 컴퍼니
- 일본 코카콜라
- 롯데칠성음료